# Screen Actors Guild Awards 1998

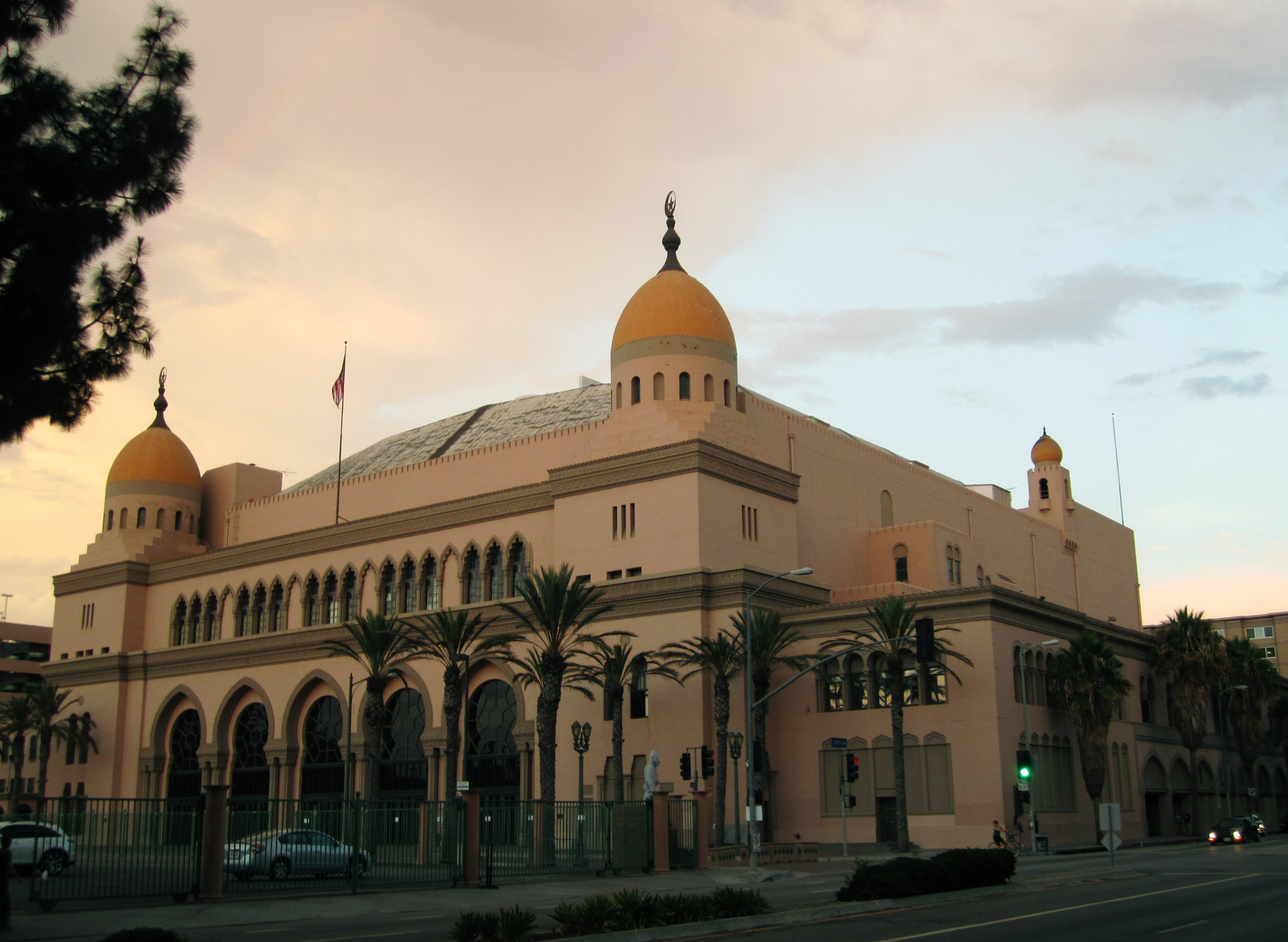
Das Shrine Exposition Center, Veranstaltungsort der Screen Actors Guild Awards 1998

Die 4. Verleihung der US-amerikanischen Screen Actors Guild Awards (englisch 4th Screen Actors Guild Awards), die die Screen Actors Guild jedes Jahr in den Bereichen Film (5 Kategorien) und Fernsehen (8 Kategorien) vergibt, fand am 8. März 1998 im Shrine Exposition Center in Los Angeles statt. Die so genannten SAG Awards ehren, im Gegensatz beispielsweise zum Golden Globe Award, nur Film-, Fernseh- und Ensembleschauspieler und gelten als Gradmesser für die bevorstehende Oscar-Verleihung. Gekürt werden die Sieger von den Mitgliedern der Screen Actors Guild, der man angehören muss, um in den Vereinigten Staaten als Schauspieler zu arbeiten. In den Vereinigten Staaten wurde die Verleihung live vom Kabelsender TNT gezeigt.
Für ihr Lebenswerk wurde die US-amerikanisch-britische Schauspielerin Elizabeth Taylor gewürdigt.

## Gewinner und Nominierte im Bereich Film
| Film                                     | N | A |
| ---------------------------------------- | - | - |
| Good Will Hunting                        | 4 | 1 |
| Besser geht’s nicht                      | 3 | 2 |
| Titanic                                  | 3 | 1 |
| Boogie Nights                            | 3 | 0 |
| L.A. Confidential                        | 2 | 1 |
| Ihre Majestät Mrs. Brown                 | 2 | 0 |
| Wings of the Dove – Die Flügel der Taube | 2 | 0 |

### Bester Hauptdarsteller
Jack Nicholson – Besser geht’s nicht (As Good as It Gets)
Matt Damon – Good Will Hunting
Robert Duvall – Apostel! (The Apostle)
Peter Fonda – Ulee’s Gold
Dustin Hoffman – Wag the Dog – Wenn der Schwanz mit dem Hund wedelt (Wag the Dog)

### Beste Hauptdarstellerin
Helen Hunt – Besser geht’s nicht (As Good as It Gets)
Helena Bonham Carter – Wings of the Dove – Die Flügel der Taube (The Wings of the Dove)
Judi Dench – Ihre Majestät Mrs. Brown (Mrs Brown)
Pam Grier – Jackie Brown
Kate Winslet – Titanic
Robin Wright – Alles aus Liebe (She’s So Lovely)

### Bester Nebendarsteller
Robin Williams – Good Will Hunting
Billy Connolly – Ihre Majestät Mrs. Brown (Mrs Brown)
Anthony Hopkins – Amistad
Greg Kinnear – Besser geht’s nicht (As Good as It Gets)
Burt Reynolds – Boogie Nights

### Beste Nebendarstellerin
Kim Basinger – L.A. Confidential

Gloria Stuart – Titanic
Minnie Driver – Good Will Hunting
Alison Elliott – Wings of the Dove – Die Flügel der Taube (The Wings of the Dove)
Julianne Moore – Boogie Nights

### Bestes Schauspielensemble
Ganz oder gar nicht (The Full Monty)

Mark Addy, Paul Barber, Robert Carlyle, Deirdre Costello, Steve Huison, Bruce Jones, Lesley Sharp, William Snape, Hugo Speer, Tom Wilkinson und Emily Woof
Boogie Nights
Don Cheadle, Heather Graham, Luis Guzmán, Philip Baker Hall, Philip Seymour Hoffman, Thomas Jane, Ricky Jay, William H. Macy, Alfred Molina, Julianne Moore, Nicole Ari Parker, John C. Reilly, Burt Reynolds, Robert Ridgely (postum), Mark Wahlberg und Melora Walters
Good Will Hunting
Ben Affleck, Matt Damon, Minnie Driver, Stellan Skarsgård und Robin Williams
L.A. Confidential
Kim Basinger, James Cromwell, Russell Crowe, Danny DeVito, Guy Pearce, Kevin Spacey und David Strathairn
Titanic
Suzy Amis, Kathy Bates, Leonardo DiCaprio, Frances Fisher, Bernard Fox, Victor Garber, Bernard Hill, Jonathan Hyde, Danny Nucci, Bill Paxton, Gloria Stuart, David Warner, Kate Winslet und Billy Zane

## Gewinner und Nominierte im Bereich Fernsehen
| Serie/Film                              | N | A |
| --------------------------------------- | - | - |
| Seinfeld                                | 4 | 2 |
| New York Cops – NYPD Blue               | 4 | 0 |
| Emergency Room – Die Notaufnahme        | 3 | 3 |
| Akte X – Die unheimlichen Fälle des FBI | 3 | 0 |
| Frasier                                 | 3 | 0 |
| Hinterm Mond gleich links               | 2 | 1 |
| Wallace                                 | 2 | 1 |
| Die 12 Geschworenen                     | 2 | 0 |
| Ally McBeal                             | 2 | 0 |
| Chicago Hope – Endstation Hoffnung      | 2 | 0 |
| Law & Order                             | 2 | 0 |
| Verrückt nach dir                       | 2 | 0 |

### Bester Darsteller in einem Fernsehfilm oder Miniserie
Gary Sinise – Wallace (George Wallace)
Jack Lemmon – Die 12 Geschworenen (12 Angry Men)
Sidney Poitier – Mandela und de Clerk – Zeitenwende (Mandela and De Klerk)
Ving Rhames – Don King – Das gibt’s nur in Amerika (Don King: Only In America)
George C. Scott – Die 12 Geschworenen (12 Angry Men)

### Beste Darstellerin in einem Fernsehfilm oder Miniserie
Alfre Woodard – Miss Evers’ Boys – Die Gerechtigkeit siegt (Miss Evers’ Boys)
Glenn Close – In der Abenddämmerung (In the Gloaming)
Faye Dunaway – The Twilight of the Gods
Sigourney Weaver – Schneewittchen (Snow White: A Tale of Terror)
Mare Winningham – Wallace (George Wallace)

### Bester Darsteller in einer Fernsehserie – Drama
Anthony Edwards – Emergency Room – Die Notaufnahme (ER)
David Duchovny – Akte X – Die unheimlichen Fälle des FBI (The X-Files)
Dennis Franz – New York Cops – NYPD Blue (NYPD Blue)
Jimmy Smits – New York Cops – NYPD Blue (NYPD Blue)
Sam Waterston – Law & Order

### Beste Darstellerin in einer Fernsehserie – Drama
Julianna Margulies – Emergency Room – Die Notaufnahme (ER)
Gillian Anderson – Akte X – Die unheimlichen Fälle des FBI (The X-Files)
Kim Delaney – New York Cops – NYPD Blue (NYPD Blue)
Christine Lahti – Chicago Hope – Endstation Hoffnung (Chicago Hope)
Della Reese – Ein Hauch von Himmel (Touched By An Angel)

### Bester Darsteller in einer Fernsehserie – Komödie
John Lithgow – Hinterm Mond gleich links (3rd Rock from the Sun)
Jason Alexander – Seinfeld
Kelsey Grammer – Frasier
David Hyde Pierce – Frasier
Michael Richards – Seinfeld

### Beste Darstellerin in einer Fernsehserie – Komödie
Julia Louis-Dreyfus – Seinfeld
Kirstie Alley – Veronica (Veronica’s Closet)
Ellen DeGeneres – Ellen
Calista Flockhart – Ally McBeal
Helen Hunt – Verrückt nach dir (Mad About You)

### Bestes Schauspielensemble – Drama
Emergency Room – Die Notaufnahme (ER)

Maria Bello, George Clooney, Anthony Edwards, Laura Innes, Alex Kingston, Eriq La Salle, Julianna Margulies, Gloria Reuben und Noah Wyle
Chicago Hope – Endstation Hoffnung (Chicago Hope)
Adam Arkin, Peter Berg, Jayne Brook, Rocky Carroll, Vondie Curtis-Hall, Stacy Edwards, Hector Elizondo, Mark Harmon und Christine Lahti
Law & Order
Benjamin Bratt, Steven Hill, Carey Lowell, S. Epatha Merkerson, Jerry Orbach und Sam Waterston
New York Cops – NYPD Blue (NYPD Blue)
Gordon Clapp, Kim Delaney, Dennis Franz, James McDaniel, Jimmy Smits, Andrea Thompson und Nicholas Turturro
Akte X – Die unheimlichen Fälle des FBI (The X-Files)
Gillian Anderson, William Bruce Davis, David Duchovny und Mitch Pileggi

### Bestes Schauspielensemble – Komödie
Seinfeld

Jason Alexander, Julia Louis-Dreyfus, Michael Richards und Jerry Seinfeld
Hinterm Mond gleich links (3rd Rock from the Sun)
Jane Curtin, Joseph Gordon-Levitt, Kristen Johnston, Simbi Khali, Wayne Knight, John Lithgow, French Stewart und Elmarie Wendel
Ally McBeal
Gil Bellows, Lisa Nicole Carson, Calista Flockhart, Greg Germann, Jane Krakowski und Courtney Thorne-Smith
Frasier
Dan Butler, Peri Gilpin, Kelsey Grammer, Jane Leeves, John Mahoney und David Hyde Pierce
Verrückt nach dir (Mad About You)
Robin Bartlett, Cynthia Harris, Helen Hunt, Leila Kenzle, John Pankow, Paul Reiser und Louis Zorich

## Preis für das Lebenswerk
Elizabeth Taylor